# Липівський замок
Липівський замок (пол. Zamek w Lipie) — замок розташований на березі річки Мала Ниса у селі Липа у гміні Болькув Яворського повіту Нижньосілезького воєводства. 

## Історія
Замок було побудовано на межі XIII і XIV століть, ймовірно, з ініціативи однієї із сілезьких лицарських родин. Швидше всього, що спочатку він виконував функції сторожі. У той час будівля мала готичний вигляд і складалася з квадратної житлової вежі, оточеної забудовою. 
Замок розбудовували представники родини Зедліців: Ернст (власник у 1471—1485 роках), Сигізмунд (власник у 1500—1520 роках) або його син Бартель (власник у 1520—1549 роках). 
У XVII столітті замок було перебудовано у ренесансному стилі.  
Черговими власниками замку були родини фон Рейбніців та фон Німпчів. Після того, як замок втратив своє військове значення, його використовували як склад і джерело будівельного матеріалу. У 1821 році значну частину будівлі було розібрано. У 1834 році замок викупив граф Рудольф фон Штільфрід-Раттоніц, який відреставрував замок і перебудував його у неоготичному стилі. Останню реновацію замку було здійснено у 70-их роках XX століття, саме тоді було знищено багато елементів будівлі. Так, у наш час вже немає вежі, яка формою нагадувала вежу Больківського замку, немає також ластівчиного хвоста. Після націоналізації замок почав занепадати. Було викрадено кам’яні портали, готичні та ренесансні віконні рами. 

## Світлини

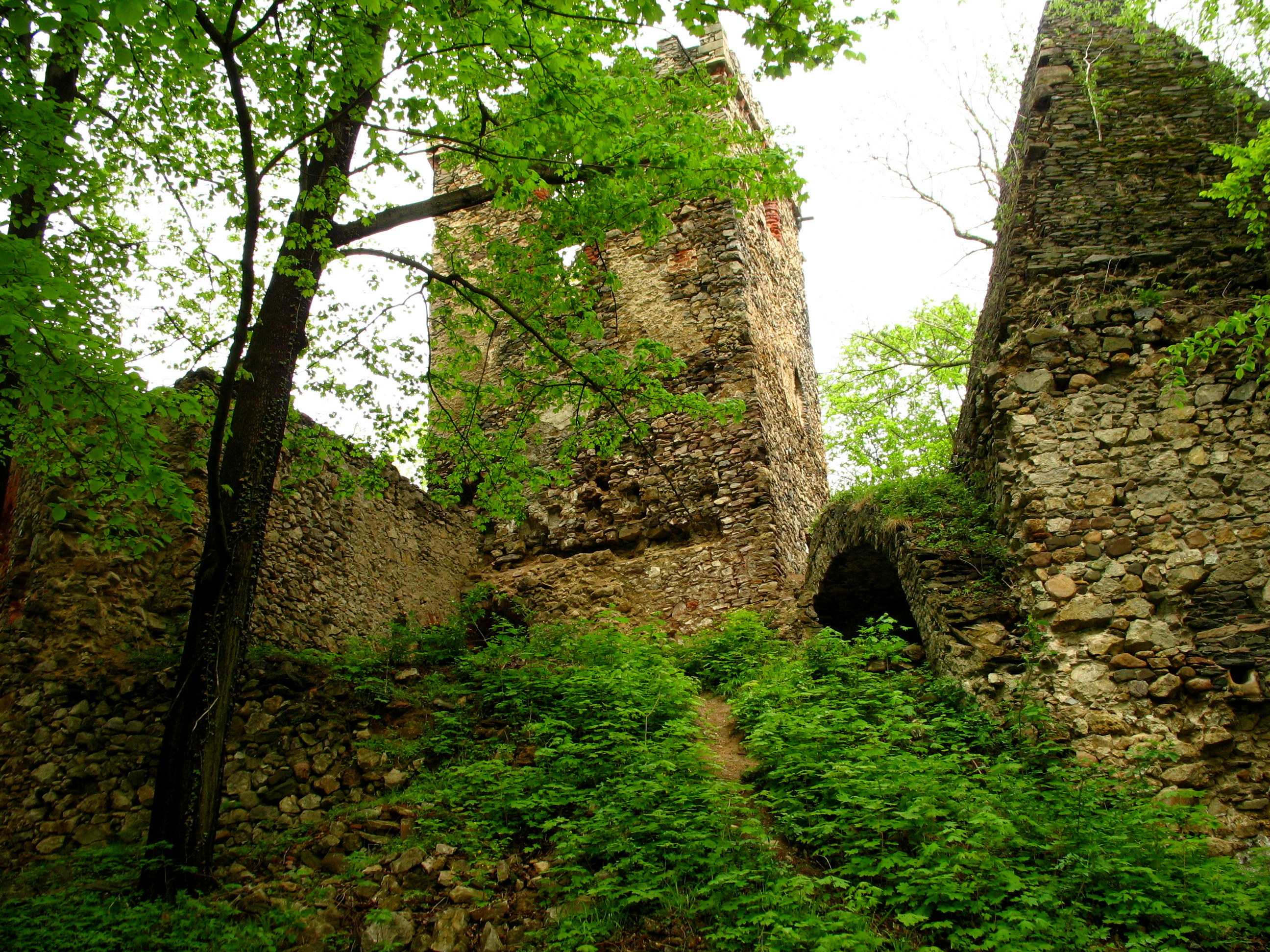
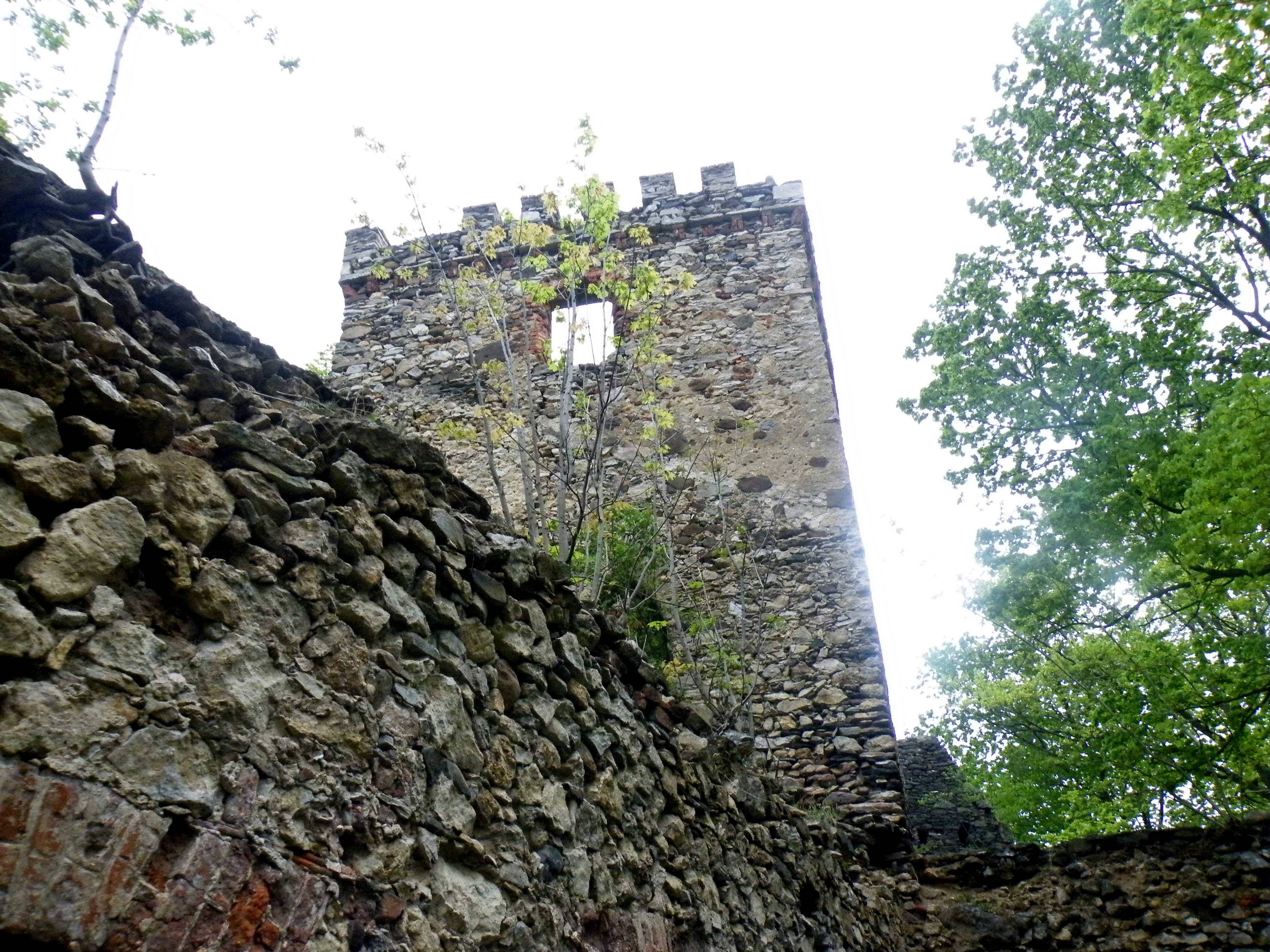
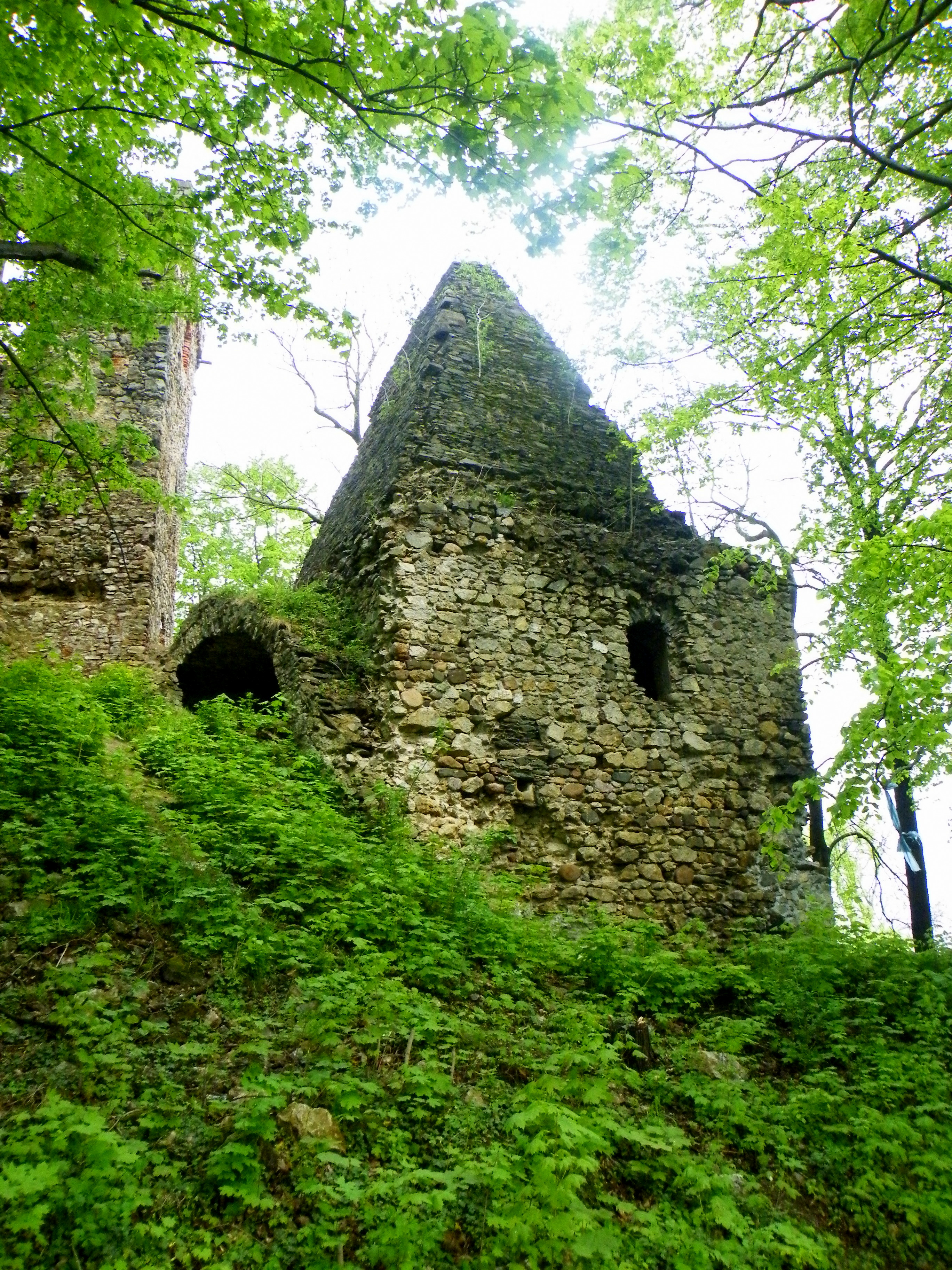